# Isaak Jaglom
Isaak Moisejevitch Jaglom (russisk: Исаак Моисеевич Яглом) (født 6. marts 1921 i Kharkiv, død 17. april 1988 i Moskva) var en sovjetisk matematiker, der er kendt for sine lærebøger.